# Parolinia schizogynoides
Espèce
Statut de conservation UICN

 VU D1+2 : Vulnérable
Parolinia schizogynoides est une espèce de plantes à fleurs de la famille des Brassicacées et du genre des Parolinia.
Elle est endémique de La Gomera, une des îles Canaries, où elle est considérée comme vulnérable par l'Union internationale pour la conservation de la nature.